# Dolores Hidalgo Cuna de la Independencia Nacional (község)
Dolores Hidalgo Cuna de la Independencia Nacional (nevének jelentése: Dolores Hidalgo, a nemzeti függetlenség bölcsője) község Mexikó Guanajuato államának középső részén. 2010-ben lakossága kb. 148 000 fő volt, ebből mintegy 59 000-en laktak a községközpontban, Dolores Hidalgo Cuna de la Independencia Nacional városában, a többi 89 000 lakos a község területén található 538 kisebb településen élt.

## Fekvése
A község Guanajuato állam középső részén terül el. Keleti kétharmada viszonylag sík, a tengerszint felett 1900–2000 méterrel fekvő fennsík, nyugati harmadában azonban már hegyek emelkednek, legmagasabb pontja 2800 m körüli magasságig emelkedik. A csapadék éves átlagos mennyisége 400–900 mm között ingadozik, de egyenetlen időbeli eloszlása miatt állandó folyója csak kettő van: a San Marcos és a Dolores. Időszakos vízfolyásai közül jelentősebbek a Laja, az Arroyo La Cañada del Laurel, a Santa Rosa és az El Plan. Területének mintegy 52%-át használják növénytermesztésre, 33%-át legeltetésre, 10%-ot pedig erdő borít (a hegyvidékeken).

## Élővilág
Növényvilágát nagyban meghatározza, hogy a község területének csaknem 90%-át a mezőgazdaság hasznosítja. A takarmánynak használt növények közül jellemző az Aegilops triuncialis nevű kecskebúzafaj, a liendrilla és a lobero, egyéb fontos növényei a szúrós medveszőlő, a sotol, a Yucca filifera és a maguey nevű agávék, a fügekaktuszok, a Myrtillocactus geometrizans nevű kaktusz, a mezquite nevű mimózaféle fa és az akáciák.

## Népesség
A község lakóinak száma a közelmúltban igen gyorsan növekedett, a változásokat szemlélteti az alábbi táblázat:
| Év   | Lakosság |
| ---- | -------- |
| 1990 | 104 702  |
| 1995 | 118 972  |
| 2000 | 128 994  |
| 2005 | 134 641  |
| 2010 | 148 173  |

## Települései
A községben 2010-ben 539 lakott helyet tartottak nyilván, de nagy részük igen kicsi: 116 településen 10-nél is kevesebben éltek. A jelentősebb helységek:
| Település                                                         | Lakosság (2010) |
| ----------------------------------------------------------------- | --------------- |
| Dolores Hidalgo Cuna de la Independencia Nacional (községközpont) | 59 240          |
| Río Laja                                                          | 2416            |
| Tequisquiapan                                                     | 1407            |
| San Gabriel                                                       | 1359            |
| Ejido Jesús María                                                 | 1324            |
| Jamaica                                                           | 1196            |
| El Llanito                                                        | 1186            |
| Soledad Nueva                                                     | 1161            |
| Colonia Padre Hidalgo                                             | 1118            |
| El Gallinero                                                      | 1092            |
| Adjuntas del Río                                                  | 1068            |
| San Isidro de la Estacada                                         | 1054            |
| La Sabana                                                         | 1037            |
| Montelongo (San Francisco)                                        | 1030            |
| Xoconoxtle el Grande                                              | 1014            |
| Rancho de Guadalupe                                               | 1008            |
| Adjuntas del Monte                                                | 987             |
| La Venta                                                          | 974             |
| Palma Prieta                                                      | 953             |
| La California                                                     | 926             |
| La Cruz del Padre Razo (Las Crucitas)                             | 922             |